# Фліси (Люблінське воєводство)
Фліси (пол. Flisy) — село в Польщі, у гміні Дзволя Янівського повіту Люблінського воєводства.
Населення — 130 осіб (2011).
У 1975-1998 роках село належало до Тарнобжезького воєводства.

## Демографія
Демографічна структура станом на 31 березня 2011 року:
|          | Загалом | Допрацездатний вік | Працездатний вік | Постпрацездатний вік |
| -------- | ------- | ------------------ | ---------------- | -------------------- |
| Чоловіки | 70      | 11                 | 49               | 10                   |
| Жінки    | 60      | 11                 | 29               | 20                   |
| Разом    | 130     | 22                 | 78               | 30                   |